# La Vision de saint Augustin (Carpaccio)
Pour les articles homonymes, voir La Vision de saint Augustin.
La Vision de saint Augustin (également appelé Saint Augustin dans son étude)  est une peinture à l'huile et détrempe sur toile réalisée en 1502 par  l'artiste italien de la Renaissance Vittore Carpaccio, et  conservée à la Scuola di San Giorgio degli Schiavoni de Venise.

## Sujet
Le tableau représente saint Augustin alors qu'il a une vision alors qu'il est assis dans une grande pièce remplie d'objets. Manière unique pour les aristocrates et les collectionneurs italiens de faire preuve de richesse, de pouvoir, de goût et de connaissances du monde, ils en accumulent les traces dans leur studiolo. Carpaccio ouvre intentionnellement ce lieu d'étude du Monde au spectateur, révélant une grande quantité d'objets ayant des origines et des significations différentes. L'artiste a signé l'œuvre sur une petite plaque feinte, un cartellino au premier plan près du chien, où il est écrit : VICTOR / CARPATHIVS / FINGEBAT (« Vittore Carpaccio a formé [ceci] »).

## Identification erronée du sujet et de l'histoire
Cette œuvre a été peinte par Vittore Carpaccio pour la Scuola di San Giorgio degli Schiavoni en 1502. La Venise de la Renaissance comptait de nombreuses confréries, guildes ou corporations religieuses, qui fonctionnaient comme des organisations caritatives. La Scuola di San Giorgio degli Schiavoni a été fondée en 1451 par un groupe d'immigrants dalmates de la région de Dalmatie et connus localement sous le nom de schiavoni (« Slaves »). Leur confrérie était dédiée à saint Georges et à saint Tryphon, puis à saint Jérôme. Vittore Carpaccio a été chargé de créer un cycle de neuf peintures illustrant quatre récits distincts sur la vie du Christ et des saints Jérôme, George et Tryphon. La majorité des érudits conviennent que l'ensemble du cycle des peintures a commencé en 1502 et s'est terminé en 1507.
La peinture de Saint Augustin dans son étude fait partie de trois toiles qui racontent des scènes importantes de la vie de saint Jérôme (vers 342-420 de notre ère), né à Stridon, une province de Dalmatie et l'un des Pères de l'Église religions catholiques. Pendant des siècles, on a cru à tort que le tableau était une représentation de saint Jérôme jusqu'en 1959, date à laquelle Helen Roberts a relié l'imagerie de la scène à une légende basée sur un ensemble de trois lettres apocryphes de la fin du XIIIe siècle écrites par saint Augustin (354-430 CE), qui était un plus jeune contemporain de saint Jérôme. La prétendue lettre aurait été écrite par saint Augustin, dans laquelle il raconte un moment où il était assis dans un bureau en train d'écrire une lettre à saint Jérôme lorsqu'il fut interrompu par une vision. Ces lettres de saint Augustin ont été insérées dans plusieurs manuscrits et livres imprimés consacrés à la vie de saint Jérôme et se sont donc mêlées à son histoire,.

## Images et symbolisme

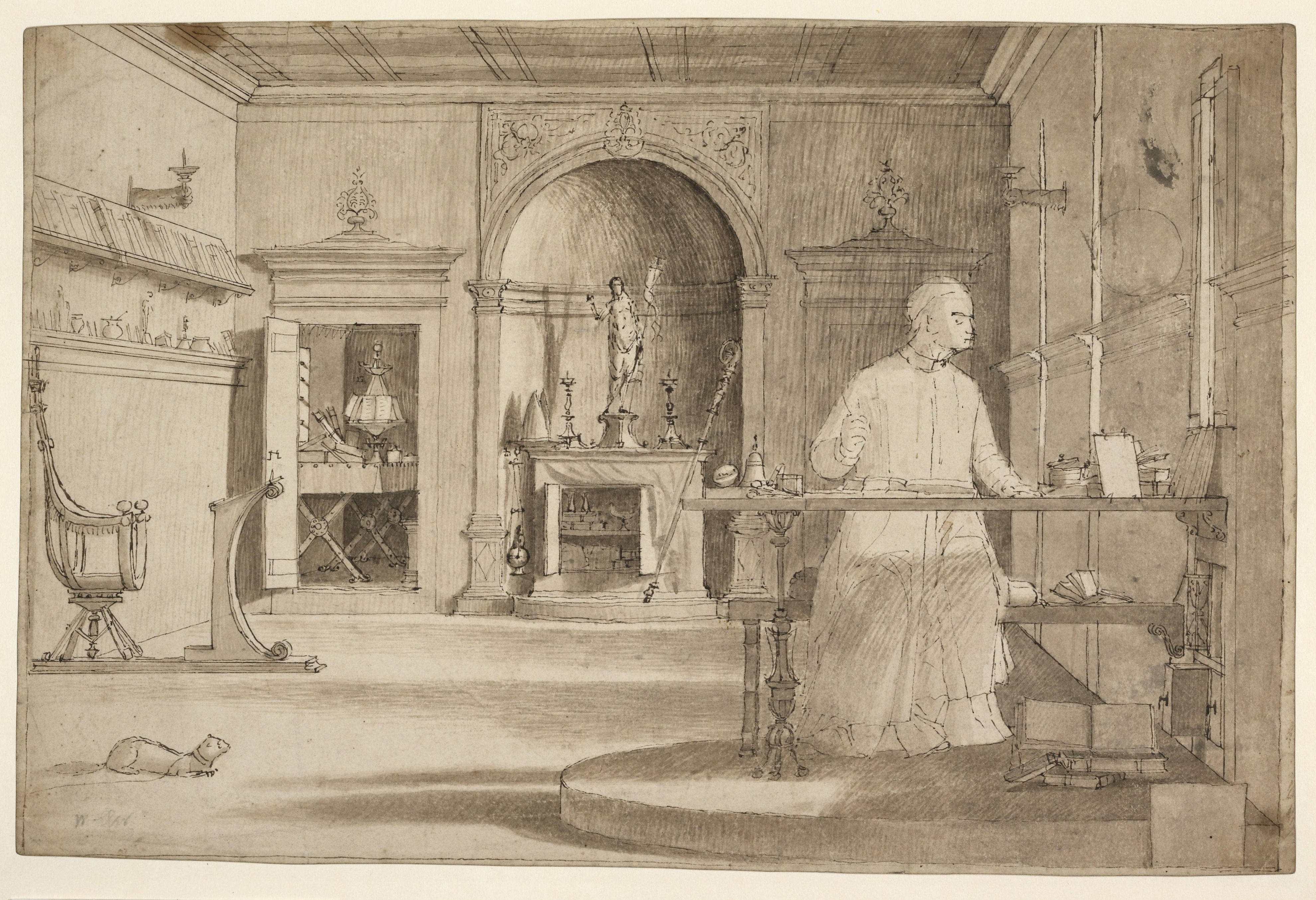
Croquis préparatoire conservé au British Museum, dans lequel le chien est remplacé par un chat, ou peut-être plus probablement une belette ou une hermine.

Sur cette image, saint Augustin est assis à son bureau et écrit une lettre à saint Jérôme, un personnage, tout comme Augustin, reconnu pour son intelligence. Dans la lettre, saint Augustin raconte que, alors qu'il se trouvait dans son bureau, dans la ville d'Hippone, il contemplait un traité sur la « gloire des âmes bienheureuses qui se réjouissent avec le Christ ». Il commença alors à écrire une lettre à saint Jérôme à ce sujet lorsqu'il fut soudain baigné dans une lumière divine, accompagnée d'un arôme indescriptible. Au même moment, saint Jérôme venait de mourir à Bethléem et sa voix remplissait la pièce, réprimandant saint Augustin pour son orgueil intellectuel.
C'est à ce moment que le tableau illustre saint Augustin assis à son bureau, levant sa plume, tout en regardant par une fenêtre d'où jaillit une lumière miraculeuse, et qui « n'était pas vue à notre époque, et difficile à décrire dans notre pauvre langue »,. Cette lumière est observée dans le tableau à travers les longues ombres projetées sur le sol et les expressions hypnotisées et attentives de saint Augustin et de son chien, assis par terre en face de lui.
Un dessin préparatoire terminé de ce tableau, réalisé sur papier avec un stylet, survit au British Museum de Londres, réalisé vers 1501-1508. Le dessin détaillé réalisé par Carpaccio met en valeur le décor et l'utilisation de la lumière, tandis que la figure de saint Augustin est plus esquissée. La différence la plus frappante, bien que mineure, entre le dessin et la peinture finie, est que la peinture finale présente un chien, alors que, comme le montre le dessin, ainsi que le dessin sous la peinture réelle (détecté par réflectographie infrarouge) représente un autre petit animal, peut-être un chat, une belette ou une hermine,.
De plus, la lumière éclaire de nombreux objets exposés dans le bureau de saint Augustin.

### L'étude
Saint Augustin est représenté assis dans son studiolo italien, ou dans un bureau qui est un cabinet ou une pièce privée. Ces lieux, également connues sous le nom de  cabinets de curiosités, étaient généralement utilisées pour exposer des objets de collection et sont devenues populaires en Italie aux XVe et XVIe siècles. Les familles aristocratiques collectaient des objets pour montrer leur richesse, leur pouvoir, leur goût et leurs connaissances du monde, tandis que d'autres, comme les marchands et les humanistes, collectaient des objets pour montrer leur sophistication et leur réussite commerciale. L'étude constitue une partie importante du sujet du tableau, attirant immédiatement l'attention du spectateur et mettant en valeur saint Augustin en tant qu'érudit humaniste, homme intelligent, bien informé et pieux. De nombreux livres alignés sur les étagères affichent l'intelligence de saint Augustin, tout comme divers objets autour de la pièce tels qu'un astrolabe, des figurines, une conque, des meubles et d'autres ornements. D'autres objets du bureau symbolisent la piété chrétienne de saint Augustin, comme la mitre, la crosse et la statue de la Résurrection du Christ, visibles dans la petite niche avec l'autel située au centre du fond du bureau.
Les objets présentés ont été peints à partir de modèles et d'accessoires d'atelier d'origine islamique, occidentale et italienne, comme une statue de cheval en bronze, une sculpture de Vénus et la statue du Christ ressuscité. Chacun de ces objets se distingue par sa propre forme, sa texture et sa touche de couleur dans la peinture, mais aucun objet n'est inégalement mis en valeur. Cela donne un effet de catalogage à ces objets, dont beaucoup ont une signification symbolique, et renforce la propriété de saint Augustin sur ceux-ci.

### Objets dans l'étude
De nombreux objets de l’étude passaient généralement inaperçus ; cependant, Vittore Carpaccio a choisi d'exposer le meuble au fond à gauche du tableau avec les portes grandes ouvertes et l'étagère sous le retable avec le rideau tiré vers l'arrière afin de permettre au spectateur de voir plus en profondeur la vie de saint Augustin. La porte comporte une serrure et une clé pour refléter les pratiques contemporaines de verrouillage des livres puisqu'ils étaient considérés comme des livres sacrés. De nombreux autres objets sont soigneusement disposés autour du bureau afin d'exposer la collection de saint Augustin. Les érudits ont soutenu que la variété impressionnante d'objets issus des arts, des sciences, de l'astronomie et de la théologie, tirés de différents lieux et époques historiques, symbolise l'esprit actif et intellectuel de saint Augustin.
Les plus notables des objets sont : 
- Sur et autour du bureau de saint Augustin se trouvent une variété d'objets, notamment : une conque, une cloche, une paire de ciseaux, un récipient mamelouk à couvercle en étain (appelé « instagnada » dans les inventaires de la Renaissance), une variété de livres. (dont des manuscrits musicaux au pied du bureau), et une sphère armillaire pend au dessus du bureau.
- Le spitz allemand est représenté dans le coin inférieur gauche du tableau[1].
- Une réplique en bronze de la Renaissance italienne des chevaux de la basilique Saint-Marc (située sur l'étagère de gauche est semblable à une statuette d'un cheval de course[8] fabriquée à Venise au XVIe siècle et peut être vue au Ashmolean Museum d'Oxford)[1].
- Sur l'étagère à l'extrême gauche se trouve également une version en bronze de Vénus [9] du début du XVIe siècle (maintenant au Victoria and Albert Museum de Londres) de Pier Jacopo Alari Bonacolsi (connu sous le nom d'Antico)[1]. L'inclusion de la statue de Vénus peut symboliser l'arrivée de la bonne fortune[1].
- Un chandelier mamelouk, similaire à celui du début du XIVe siècle, peut être trouvé au Metropolitan Museum of Art[10],[1].
- Trois astrolabes et un quadrant se trouvent dans la petite pièce située dans le coin gauche de la composition[1].

Détails
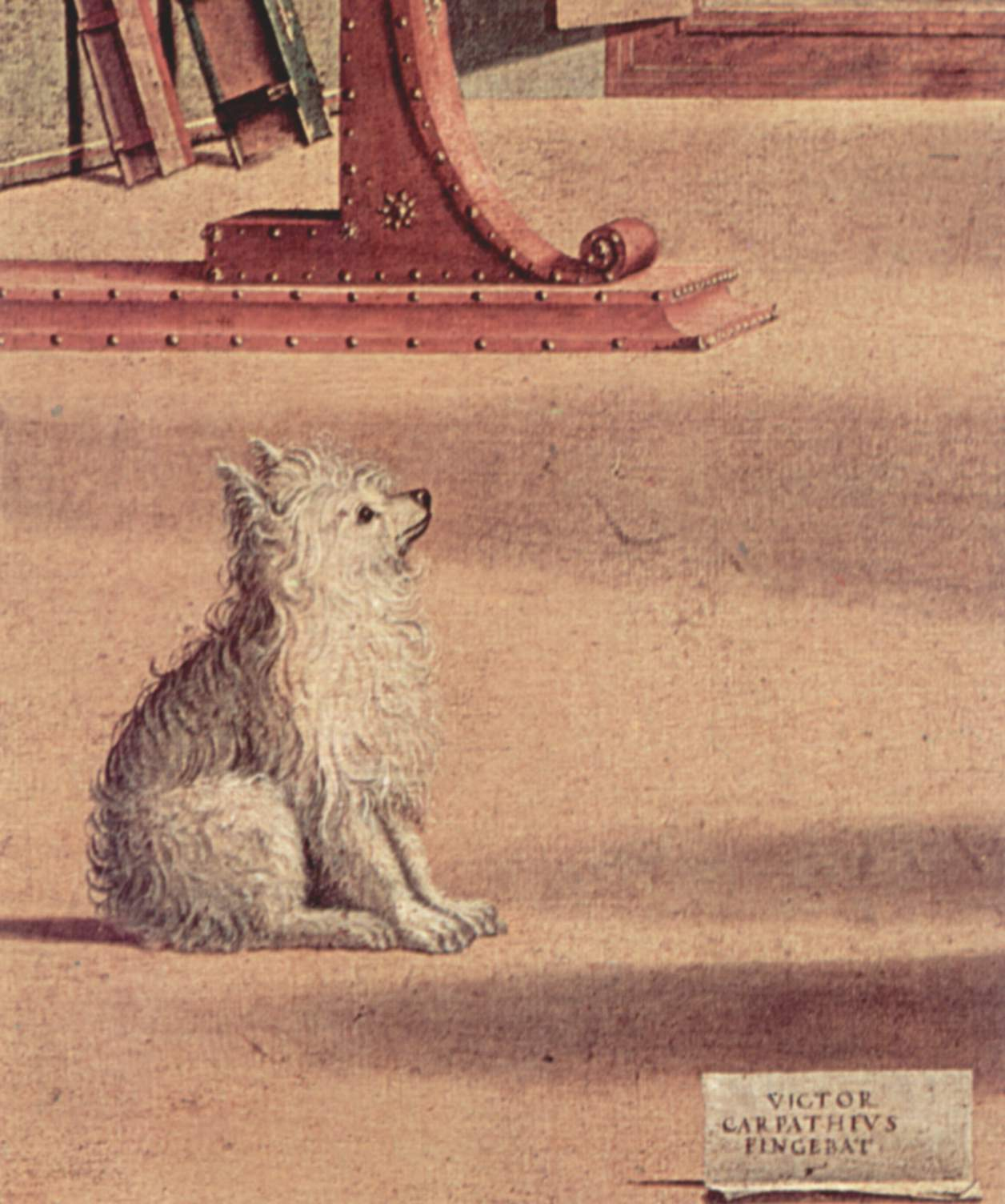
Au centre de la pièce se trouve un chien (un spitz allemand).
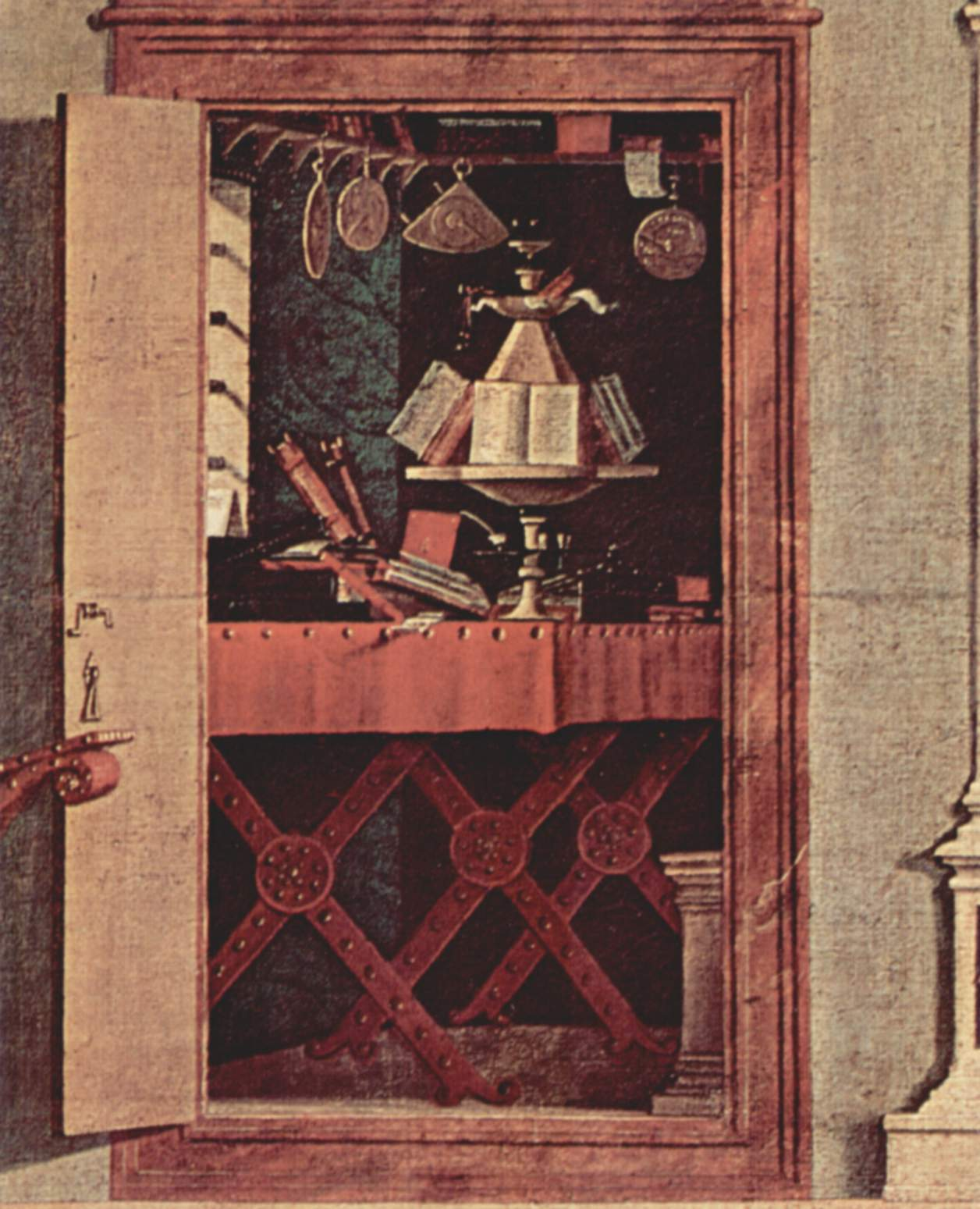
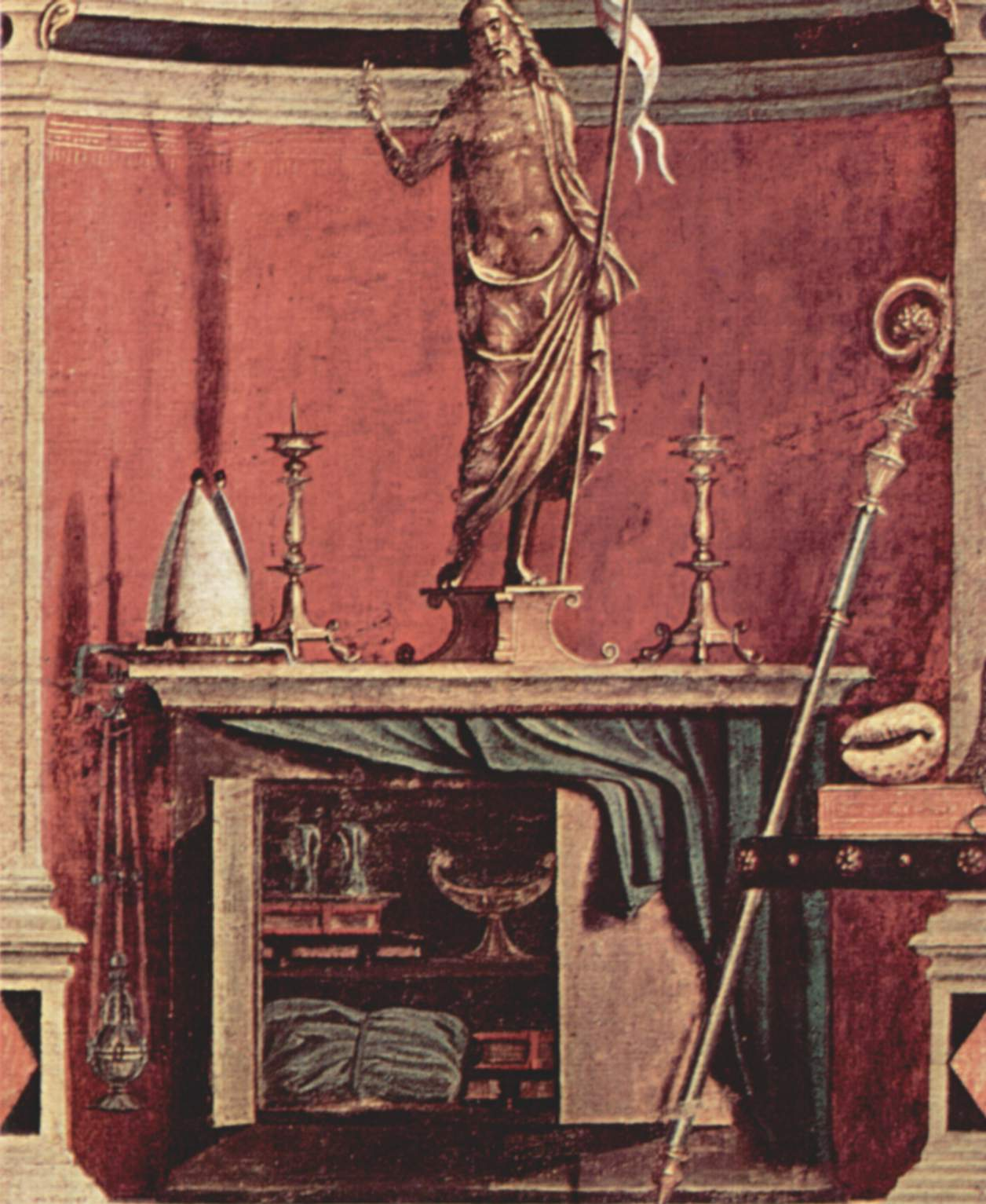
Un petit autel.
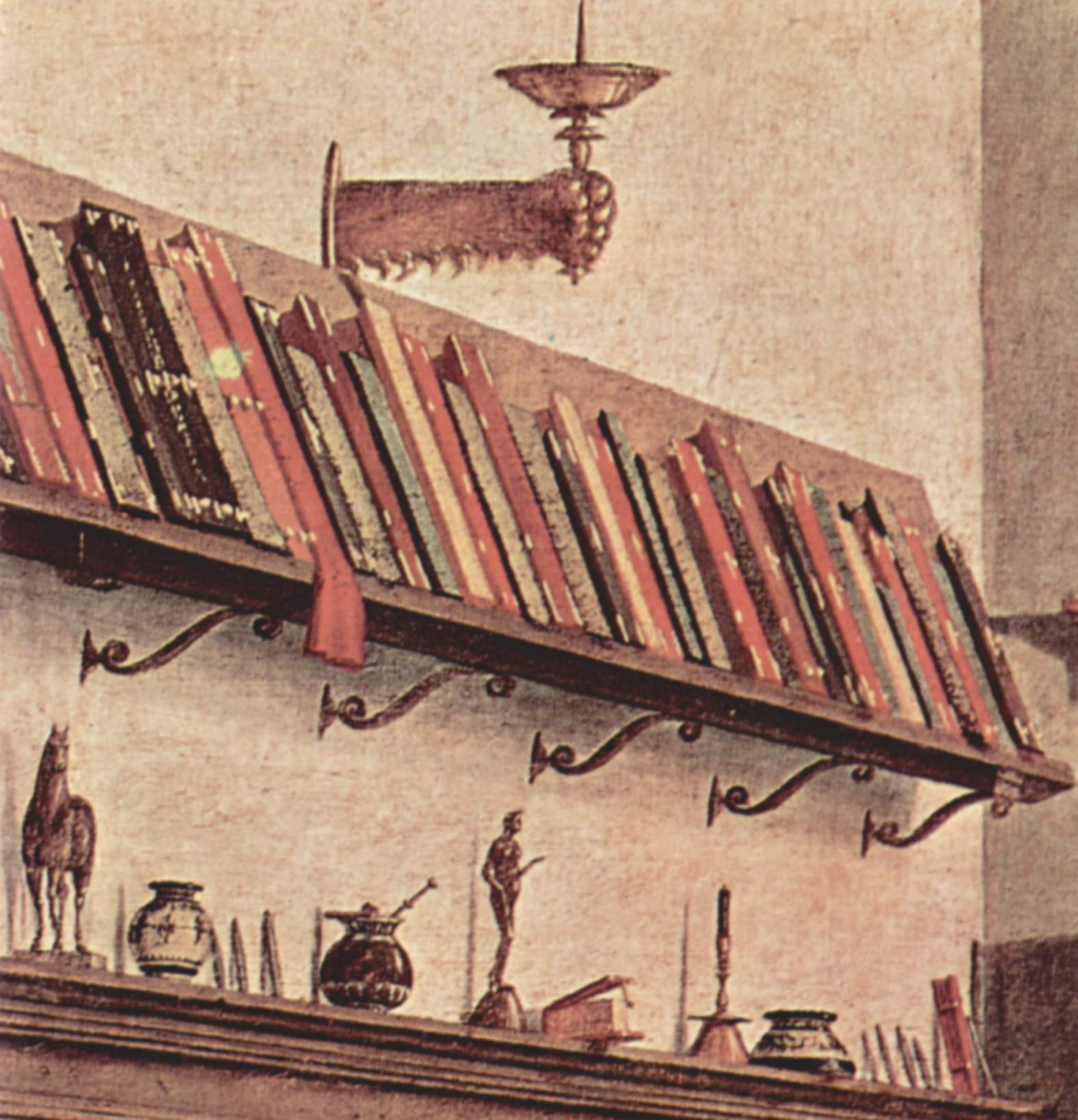
Une bibliothèque.
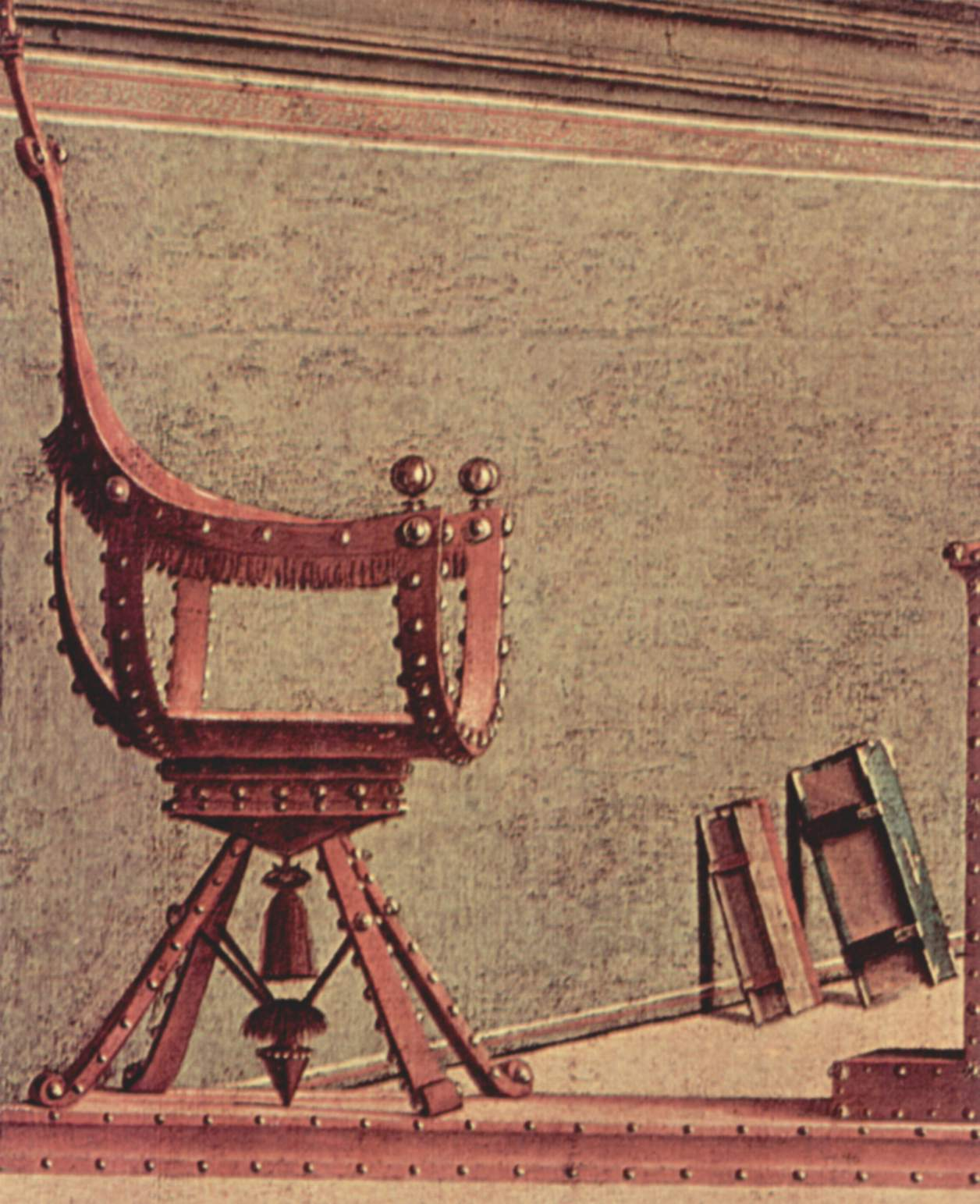
Une chaise.
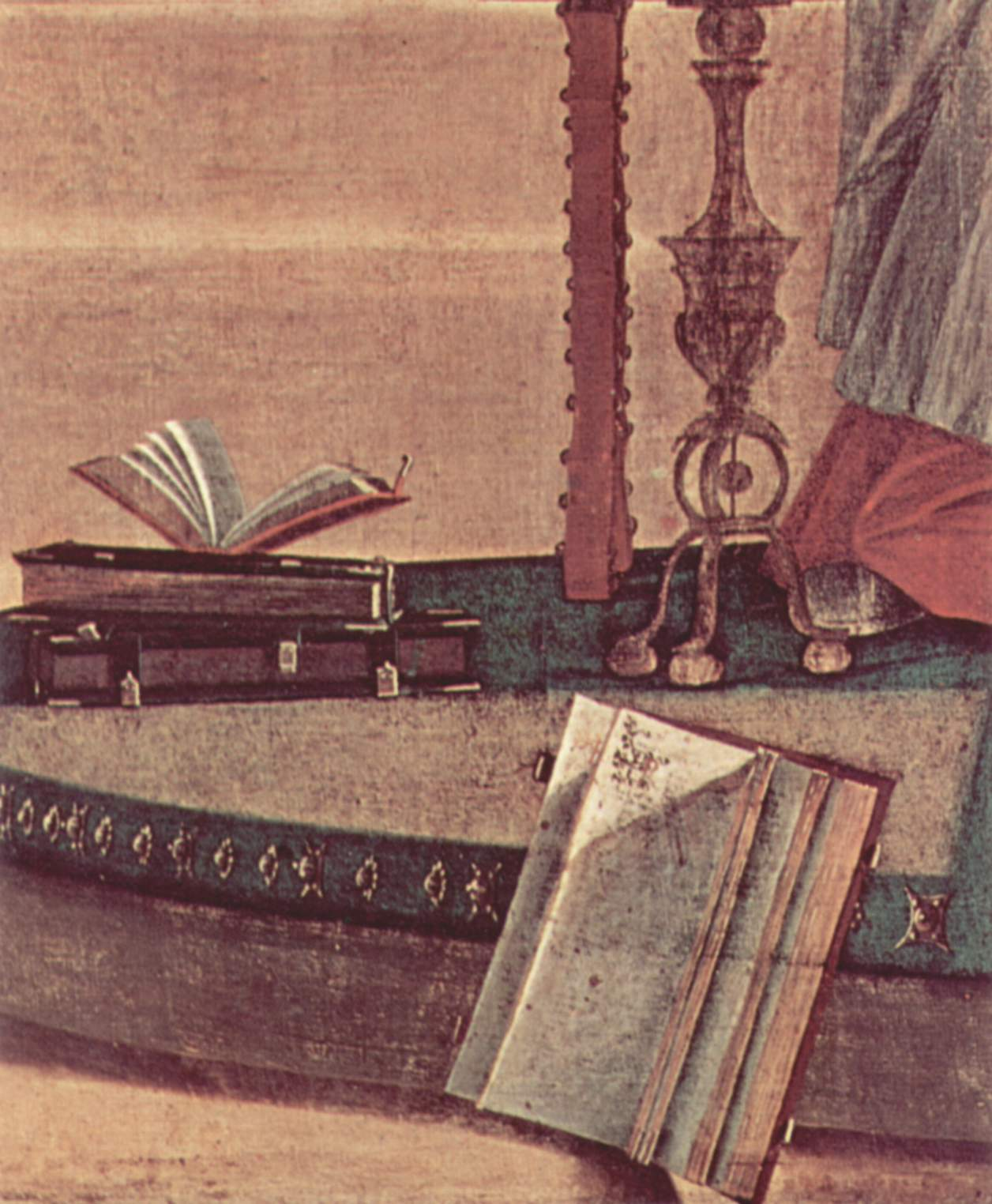
La pedana (estrade).
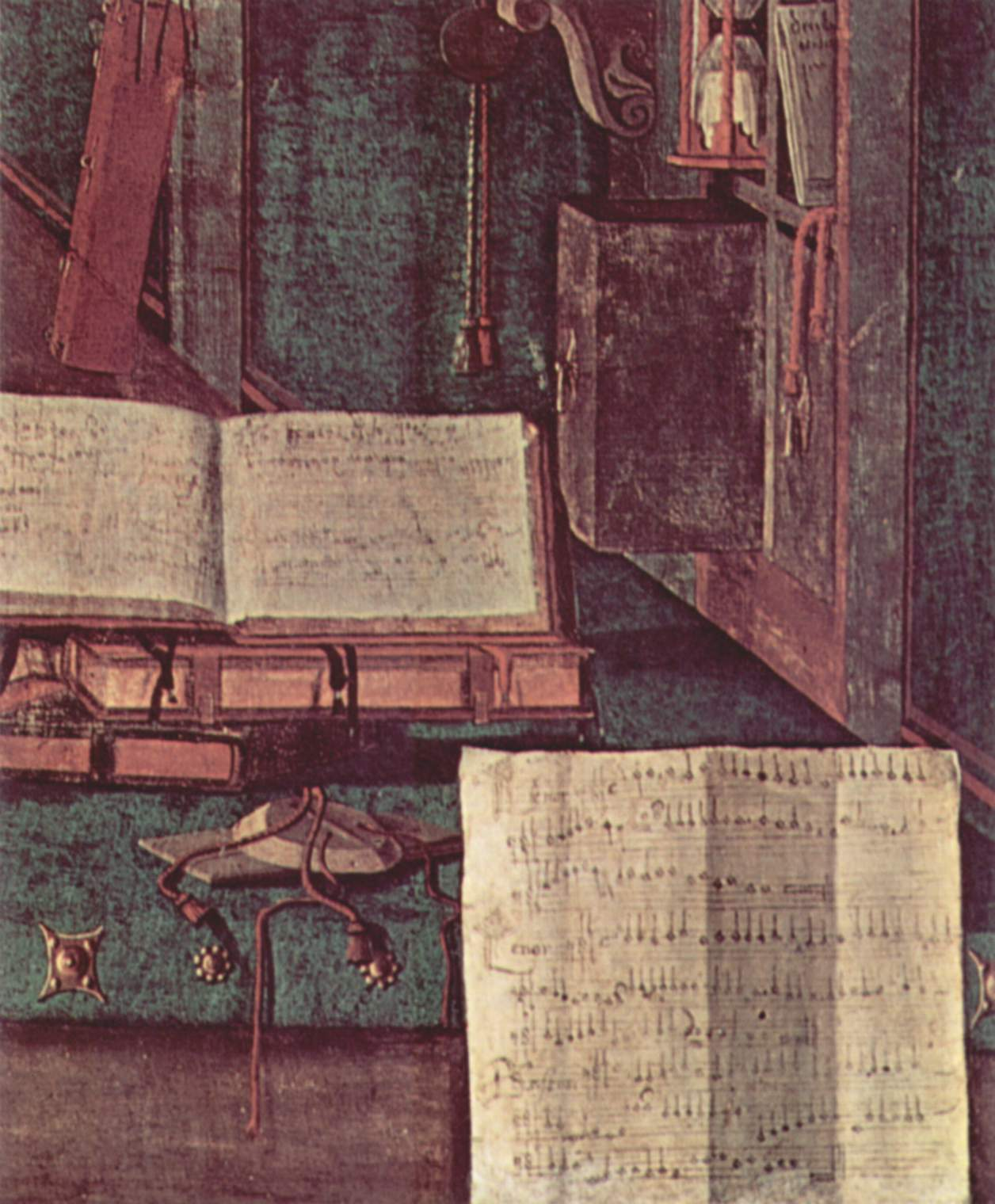
Notes de musique.
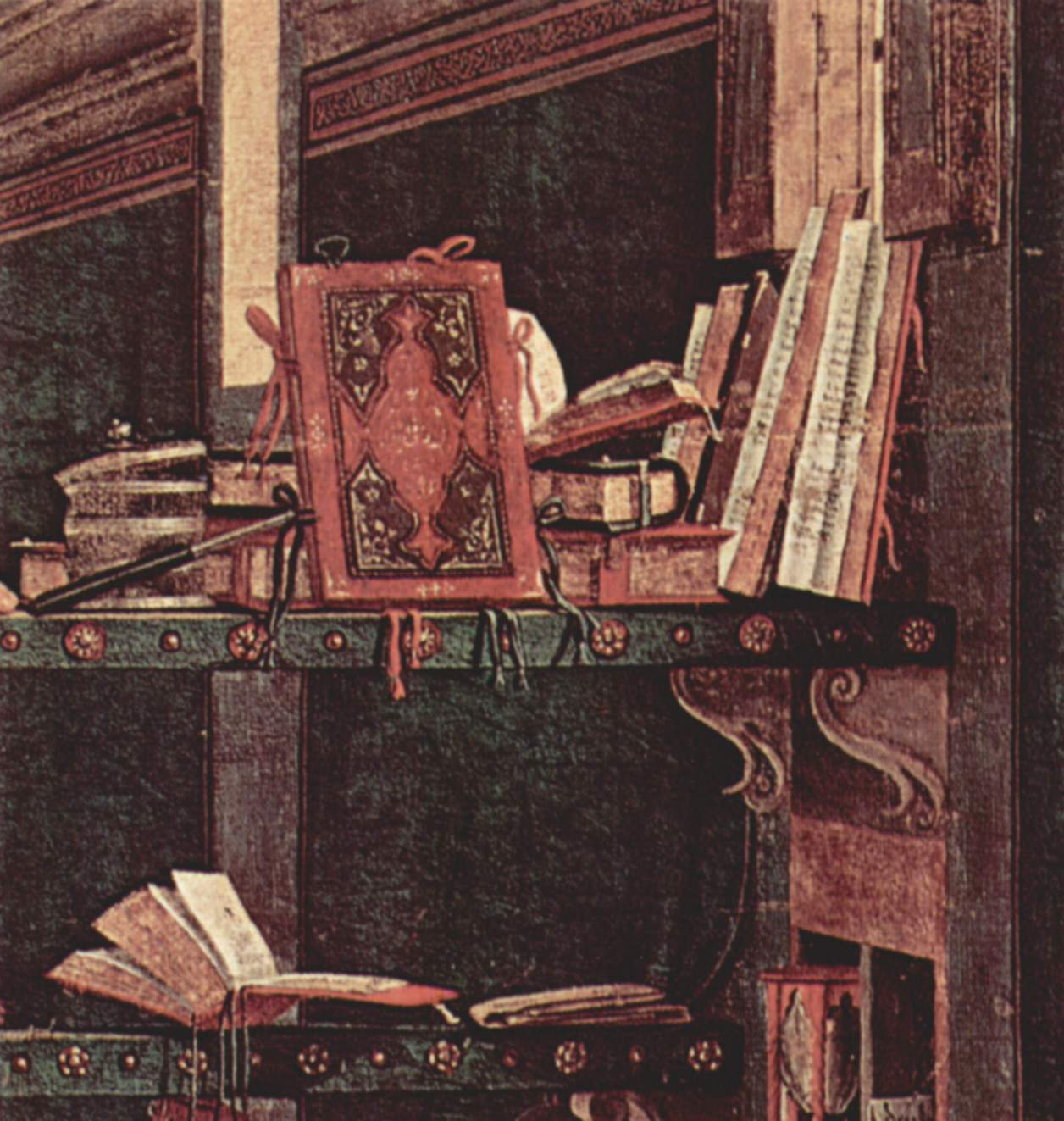
La scrivania (bureau).

## Voir également
- Saint Georges et le Dragon  (de Carpaccio)

## Sources
- Francesco Valcanover, « Vittore Carpaccio », dans Pittori del Rinascimento, Florence, Scala, 2007 (ISBN 978-88-8117-099-9)